# 高模翰
高 模翰（こう もかん、生年不詳 - 959年）は、遼（契丹）の軍人。またの名は松。

## 経歴
渤海国に生まれた。膂力にすぐれ、騎射を得意とし、兵法をよく談じた。天顕元年（926年）、契丹の耶律阿保機が渤海国を平定すると、模翰は高麗に逃亡し、高麗王の娘を妻とした。のちに高麗で罪をえて、契丹に亡命した。酒をめぐっての殺人事件の罪に連座して獄に下されたが、耶律阿保機はかれの才能を知って、罪を許した。
天顕11年（936年）7月、後唐が張敬達・楊光遠に50万の兵を率いさせて太原を攻めた。石敬瑭が契丹に救援を求めると、太宗は石敬瑭を救援することにきめた。9月、模翰は契丹の将軍として張敬達の軍と戦い、これを撃破すると、太原の包囲は解けた。石敬瑭は夜間に城を出て太宗と面会し、義理の父子の契りを結んだ。太宗が模翰らに酒を賜り、士卒にみずからふるまうと、契丹軍の士気は高揚した。翌日、再び後唐の軍と戦い、またこれを破った。張敬達が晋安寨に逃げこむと、模翰は太宗に捕虜を献上した。石敬瑭が後晋の皇帝として即位すると、楊光遠は張敬達を斬って降り、華北の諸州は続々と降った。太宗は模翰の功績を第一とし、上将軍に任じた。
会同元年（938年）、百官と諸国の使者を集めて冊礼をとりおこなったとき、太宗は模翰を指して「かれは国の勇将である。朕が天下を統一したのも、この人の力である」と賞賛したとされる。
会同6年（943年）、後晋が契丹との盟約を破ると、会同7年（944年）1月に太宗は南伐の軍を起こした。模翰は統軍副使となり、僧遏とともに先鋒をつとめ、赤城を抜き、徳州・貝州の諸寨を破った。この冬、総左右鉄鷂子軍を兼ね、関南の城邑数十を下した。会同8年（945年）3月、楊覃が乾寧軍におもむいて滄州節度使の田武名に包囲されると、模翰は趙延寿と救援に向かい、これを撃破した。功績により侍中を加えられた。塩山を落とし、饒安を破ると、後晋の兵はおそれて模翰の軍と交戦しようとしなくなった。太傅の位を加えられた。
会同9年（946年）、後晋の魏府節度使杜重威が30万の兵を率いて契丹軍を迎え撃つと、模翰は麾下の300人を率いて戦い、後晋軍の先鋒の梁漢璋を南陽務で殺し、残余を敗走させた。このとき太宗の詔によって讃えられ、漢の李陵にたとえられた。まもなく杜重威らが滹沱河にやってくると、太宗は模翰に策を問うた。太宗は模翰の計をよしとして、模翰に中渡橋を守らせた。契丹の軍は再び後晋の軍を戦って破り、杜重威らは降伏した。大同元年（947年）、太宗が開封に入ると、模翰は特進検校太師の位を加えられ、悊郡開国公に封ぜられた。汴州巡検使となり、汜水諸山の叛乱軍を平定し、中京大定府に駐屯した。
天禄2年（948年）、開府儀同三司の位を加えられた。応暦元年（951年）、中台省右相となり、東京遼陽府に召された。応暦9年（959年）1月、左相に転じ、まもなく死去した。

## 伝記資料
- 『遼史』巻76 列伝第6